# Lagarosiphon major
Lagarosiphon major es una especie de planta acuática monocotiledónea nativa del sur de África. Se la usa en acuarios de agua dulce.
Es una planta invasora en algunos países. En Nueva Zelanda se encuentra en la lista de National Pest Plant Accord y esta clasificada como una hierba nociva en los Estados Unidos. Lagarosiphon major fue agregada a la Lista de especies foráneas invasoras de la Unión Europea el 3 de agosto de 2016.

## Distribución
Originaria de Sudáfrica, se encuentra en muchas partes del mundo, América, Australia, Nueva Zelanda, Europa. En Irlanda está en el condado de Galway en partes del lago Corrib superior.